# Individualizmus
Az individualizmus kifejezés egy erkölcsi rendszert, egy politikai, társadalmi szemléletmódot, gondolkodást jelent, amelyben az egyén áll a középpontban, a saját magárahagyottságával és szabadságával. Az individualisták az egyéni célok és vágyak elérését állítják a középpontba, elvetve a külső befolyást, jöjjön az akár társadalomtól, államtól vagy más egyéntől, csoportosulástól vagy intézménytől. Az individualizmus szembehelyezkedik a holizmussal, a kollektivizmussal, a fasizmussal, a kommunalizmussal, az etatizmussal, a totalitarianizmussal és a kommunitarianizmussal, amelyek mind arra épülnek hogy bizonyos közösségi vagy csoportérdekek, össztársadalmi célkitűzések, esetleg faji vagy nemzeti alapú érdekközösségek elsőbbséget élveznek az egyéni boldogulással szemben. Az individualisták nem fogadják el a hagyomány vagy a vallás jelentette kötött moralitást sem mint az egyéni választás lehetséges korlátait.
Külön figyelmet érdemel az individualisták és az egoisták kapcsolata: az önmegvalósítást hirdető eszmerendszert fel lehet fogni az önzés netovábbjának is, miközben többen felhívják a figyelmet arra, hogy pont az önmegvalósító alapvetés ad lehetőséget arra, hogy kilépjünk az önzés korlátai közül, és szabadon tegyünk másokért. Azzal is érvelnek, hogy az önmagát megvalósító individuum nem önző, amíg nem károsít másokat.

## Etimológia
Az individualizmus először a korai francia szocialistáknál, a saint-simonistáknál jelent meg, mint az 1789 utáni társadalmi széthúzás magyarázata. Ebben az időben a konzervatív antiindividualisták a forradalom egalitarianizmusát támadták, a saint-simonisták pedig a gazdasági liberalizmust (laissez-faire), amely nem volt képes csökkenteni a gazdagok és szegények között kialakuló egyre növekvő különbségeket. A saint-simonisták az individualizmus ,,egoista anarchizmusával" szemben az elképzelt társadalmi harmóniát, az ő szavukkal élve a szocializmust támogatták.
Az angol nyelvben az ,,individualism" szó pejoratív értelemben szerepelt először: az 1830-as években az owenisták a saint-simonistákat követve vagy tőlük függetlenül használták. Pozitívabban James Elishama Smith írásaiban szerepelt először. Smith korábban owenista szocialista volt, de később elvetette az általuk sugalmazott kollektivista tulajdonkezelést, és az individualizmusban az egyéni tehetség kiteljesítésének lehetőségét látta. Érvelése az egyéni boldogságot az individuum saját szerzésvágyának beteljesüléséhez kötötte. William Maccall 1847-ben Elements of Individualism című munkájában például John Stuart Mill szellemében érvelt az individualizmus mellett.

## Politikai individualizmus
A politikafilozófia mezőjében az individualista elmélet olyan kormányzatot képzel el, amelyben az állam feladata megvédeni az egyén szabadságát, de más területeken nem avatkozik bele az életébe. Ez ellentétes a kollektivizmus különböző elméleteivel: ezek az egyéntől elvárják a társadalom számára való hasznosságot, és bele akarnak szólni az egyén életébe, hogy az társadalmilag hasznossá váljék. A politikafilozófiában az individualizmust a laissez faire-rel is rokonítják.
A gyakorlatban az individualisták kiállnak az egyéni autonómiáért az társadalmi intézményekkel (pl. az állammal) szemben. Egyenlőnek tartják kisebbség jogait, az egyént a legkisebb kisebbségnek tekintve. Csak az olyan demokráciákat tudják elfogadni, ahol az alkotmány védi meg az egyéni szabadságot akkor is, ha a társadalmi jó érdekében akarnák korlátozni. Az egyéni szabadságot itt polgári és gazdasági értelemben is kell érteni. Elvetik a kereskedelem és ipar köztulajdonát, azzal érvelnek, hogy a nép képviselőinél nincsen jó kézben semmi, mert nem elég képzettek és felelősségteljesek. Másik érvük, hogy a jól működő államot polgárainak az egyéni előrehaladásra való vágya viszi előre. A radikális individualizmus az individualista anarchizmus.

## Gazdasági individualizmus
A gazdasági individualizmus lényege a magántulajdon és az egyéni gazdasági döntések rendszere a köztulajdonnal és a kollektív döntéshozatallal szemben. A kapitalizmus alapvetően erre épül, közvetlen gazdasági megvalósulása a laissez-faire.